# Ragnar Søderlind
Ragnar Søderlind (né le 27 juin 1945 à Oslo) est un compositeur norvégien. Il est notamment l'auteur de ballets et d'opéras.

## Biographie
Ragnar a étudié auprès de Conrad Baden à Oslo et auprès d'Erik Bergman et de Joonas Kokkonen à l'académie Sibelius d'Helsinki.
En tant que compositeur, Søderlind compose au départ des œuvres orchestrales fortement influencées par le romantisme tardif et la musique européenne du début du XXe siècle. Il crée également des musiques pour le théâtre, le ballet et l'opéra. Il a enfin réalisé des arrangements pour un grand nombre de morceaux, dont quelques œuvres d'Edvard Grieg, et, au début des années 2000, il écrit un opéra reprenant la musique composée par Grieg pour l'opéra Olav Tryggvason.